# Lokalbahn Mixnitz–Sankt Erhard
| Az E4 vegyesvonattal Mautstattnél |         |                                     |                                     |
| Hossz: | 10,7 km |                                     |                                     |
| Nyomtávolság: | 760 mm  |                                     |                                     |
| Feszültség: | 800 V = |                                     |                                     |
| Maximális emelkedés: | 30 ‰    |                                     |                                     |
| A Wikimédia Commons tartalmaz Lokalbahn Mixnitz–Sankt Erhard témájú médiaállományokat. |         |                                     |                                     |
| \| \| 0,0 \| Mixnitz-Bärenschützklamm \| 446 t.sz.m. \| \| \| 1,4 \| Mautstatt \| Mautstatt \| \| \| 5,0 \| Baumgartwiese \| 512 t.sz.m. \| \| \| 5,3 \| Meinhof 1949 aufgelassen \| Meinhof 1949 aufgelassen \| \| \| 7,4 \| Schafferwerke \| 565 t.sz.m. \| \| \| 8,3 \| Sägewerk Gerstl 1949 aufgelassen \| Sägewerk Gerstl 1949 aufgelassen \| \| \| 9,1 \| St.Jakob Breitenau 1966 aufgelassen \| St.Jakob Breitenau 1966 aufgelassen \| \| \| 9,8 \| St.Jakob Ort 1966 aufgelassen \| St.Jakob Ort 1966 aufgelassen \| \| \| 10,4 \| Magnesitwerk Veitsch-Radex \| Magnesitwerk Veitsch-Radex \| \| \| 10,7 \| Sankt Erhard \| 619 t.sz.m. \| |         |                                     |                                     |
| | 0,0     | Mixnitz-Bärenschützklamm            | 446 t.sz.m.                         |
| | 1,4     | Mautstatt                           | Mautstatt                           |
| | 5,0     | Baumgartwiese                       | 512 t.sz.m.                         |
| | 5,3     | Meinhof 1949 aufgelassen            | Meinhof 1949 aufgelassen            |
| | 7,4     | Schafferwerke                       | 565 t.sz.m.                         |
| | 8,3     | Sägewerk Gerstl 1949 aufgelassen    | Sägewerk Gerstl 1949 aufgelassen    |
| | 9,1     | St.Jakob Breitenau 1966 aufgelassen | St.Jakob Breitenau 1966 aufgelassen |
| | 9,8     | St.Jakob Ort 1966 aufgelassen       | St.Jakob Ort 1966 aufgelassen       |
| | 10,4    | Magnesitwerk Veitsch-Radex          | Magnesitwerk Veitsch-Radex          |
| | 10,7    | Sankt Erhard                        | 619 t.sz.m.                         |

A Lokalbahn Mixnitz–Sankt Erhard AG  vagy Breitenauerbahn Stájerországban az RHI AG 100% tulajdonú leányvállalata, mely a Breitenau Magnesitwerket üzemelteti. A keskenynyomtávú vasút a helyi vasúttársasághoz tartozik és a Steiermärkischen Landesbahnen működteti. Ez egy 760 mm-es nyomtávval a Breitenaui magnezitkitermelés fejlesztése részeként épült.
A vasút kezdőpontja a ÖBB Mixnitz-Bärenschützklamm vasútállomása (osztrák Déli Vasút), ahol a szállított rakomány átrakásra kerül a normál nyomtávú vagonokba. A jelenlegi végpont a Breitenau Magnesitwerk telephelyén van.

## Fordítás
- Ez a szócikk részben vagy egészben  a   Lokalbahn Mixnitz–Sankt Erhard című német Wikipédia-szócikk fordításán alapul.  Az eredeti cikk szerkesztőit annak laptörténete sorolja fel. Ez a jelzés csupán a megfogalmazás eredetét és a szerzői jogokat jelzi, nem szolgál a cikkben szereplő információk forrásmegjelöléseként.-Az eredeti szócikk forrásai szintén ott találhatóak.